# Grevillea dielsiana
Espèce
Classification phylogénétique
Grevillea dielsiana est une espèce d'arbuste de la famille des Proteaceae endémique à la région de Geraldton en Australie-Occidentale. Il atteint généralement entre 0,6 et 2 m de hauteur. Les fleurs sont de couleur variée le rose, le rouge, l'orange et le jaune étant les couleurs observées au sein de son aire de répartition naturelle.